# Bishopbriggs
Bishopbriggs (in scots The Briggs, in gaelico scozzese Achadh an Easbaig) è una piccola città scozzese situata poco a nord-est di Glasgow, Scozia.

## Amministrazione

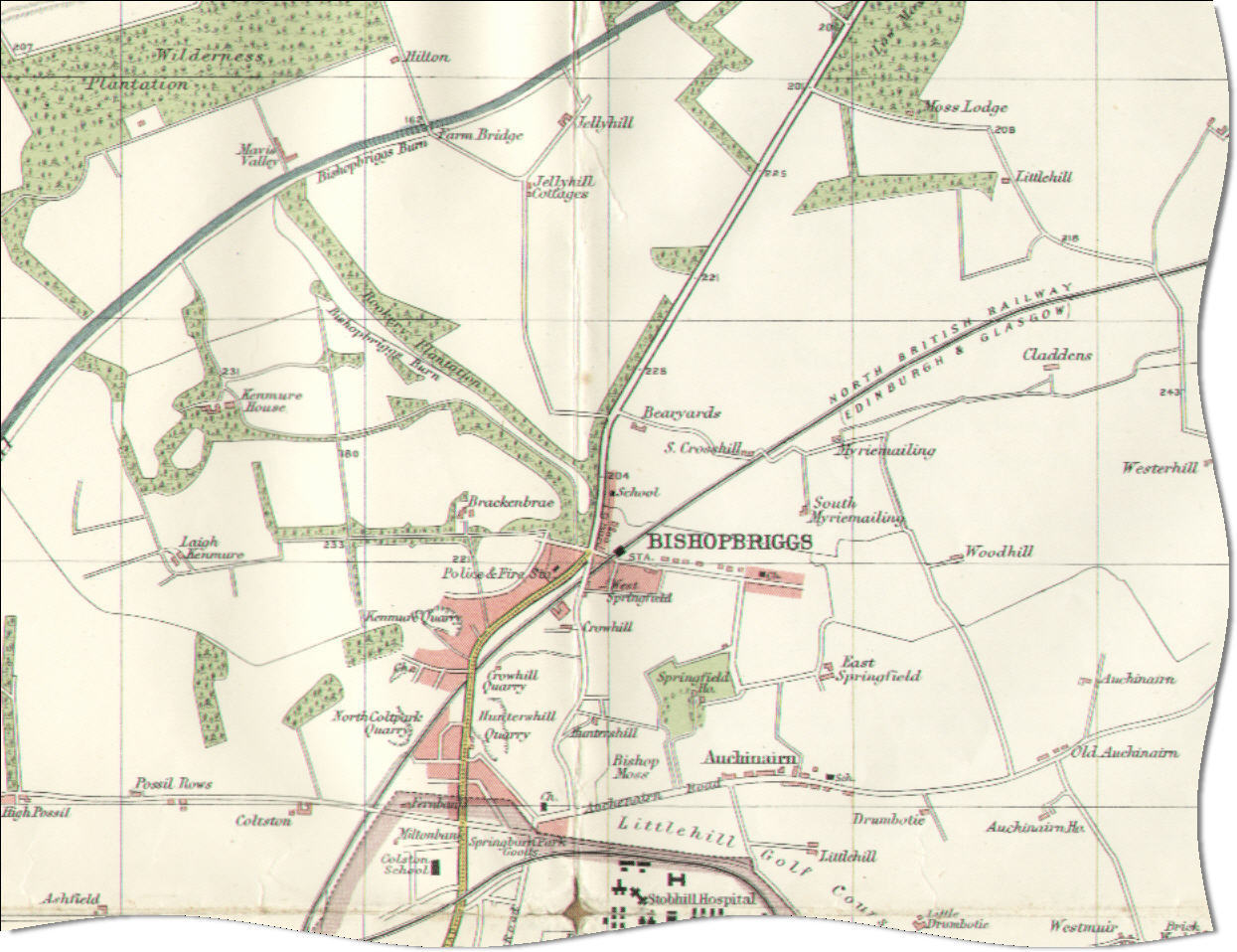
Bishopbriggs nel 1923

### Gemellaggi
- Corbeil-Essonnes, Francia